# Chapmania
Chapmania, en ocasiones erróneamente denominado Archapmanoum, es un género de foraminífero bentónico considerado homónimo posterior de Chapmania Monticelli, 1893, y sustituido por Chapmanina de la familia Chapmaninidae, de la superfamilia Rotalioidea, del suborden Rotaliina y del orden Rotaliida. Su especie tipo era Chapmania gassinensis. Su rango cronoestratigráfico abarcaba el Mioceno.

## Clasificación
Chapmania incluye a la siguiente especie:
- Chapmania gassinensis †

En Chapmania se ha considerado el siguiente subgénero:
- Chapmania (Conulites), aceptado como género Dictyoconoides